# Andrew Bell (pédagogue)
Pour les articles homonymes, voir Bell et Andrew Bell.
Andrew Bell est le fondateur de l'enseignement mutuel en Europe, (St Andrews en Écosse, 1753 - 1832)

## Biographie

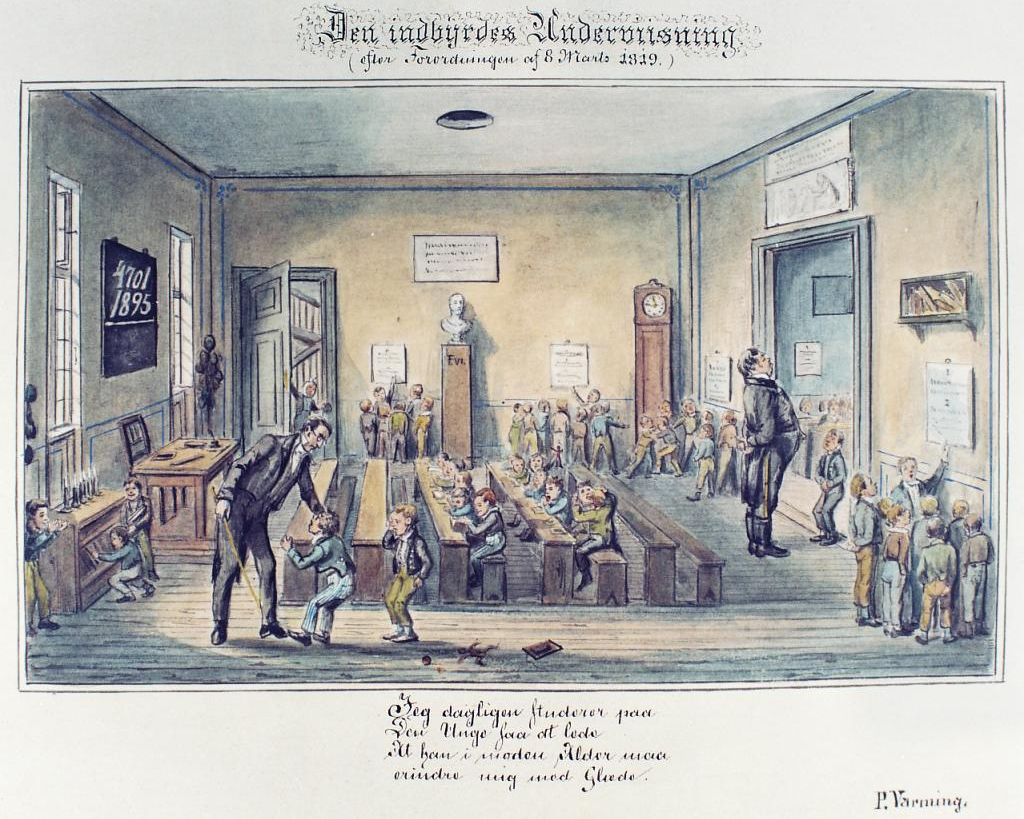
Illustration représentant l'école mutuelle, méthode Bell-Lancaster (par P.C. Klæstrup, avant 1882).

Il était ministre de l'Église anglicane et chapelain à Madras. Ayant trouvé dans l'Inde la pratique de l'enseignement mutuel, il en fit l'application avec succès dans une école de Madras, de 1790 à 1795. De retour à Londres, il y fit connaître les résultats qu'il avait obtenus dans un ouvrage intitulé : Expériences sur l'éducation faite à l'école des garçons à Madras, 1798. Joseph Lancaster, maître d'école à Londres réclama pour lui la priorité de sa découverte.

## Postérité
En 1814, le comte de Laborde reprend sa méthode. On la voit alors s'étendre par les soins de La Rochefoucauld-Liancourt, Jomard, Francœur, Gérando et l’abbé Gaultier. La Suisse, la Russie et les États-Unis l'adoptent aussi.
La Dr Bell's School, située à Édimbourg (Écosse) a été nommée d'après lui.

## Source
Cet article comprend des extraits du Dictionnaire Bouillet. Il est possible de supprimer cette indication, si le texte reflète le savoir actuel sur ce thème, si les sources sont citées, s'il satisfait aux exigences linguistiques actuelles et s'il ne contient pas de propos qui vont à l'encontre des règles de neutralité de Wikipédia.